# 하이퍼코퍼레이션
하이퍼코퍼레이션(Hyper Corporation Inc.)은 대한민국의 바이오, 커머스, 플랫폼을 영위하는 기업이다. 비마약성 진통제와 알츠하이머성 치매 치료제로 알려져 았다. 본사는 서울 강남구 언주로 637, 싸이칸홀딩스타워 15층에 위치해 있다. 알츠하이머성 치매치료제와 치매 조기진단키트, 비마약성 진통제 등을 개발하고 있으며 게이밍마우스, 소형가전 등을 유통한다. 과거 메디프론에서 현재의 사명을 변경하였다
계열사로는 1995년 설립된 종합 디지털 에이전시 이모션글로벌(emotion global) 등이 있다.

## 상장
2003년 1월 코스닥시장에 상장하였다.

## 참고 문헌
1. ↑  서혜진, 한국IR협의회 기술분석보고서-메디프론, 2021.01.14.
2. ↑  권용희, 한계기업 진단 FSN ③‘자금 돌려막기’로 무자본 M&A
3. ↑  기자, 박기영. “이모션글로벌, '웹어워드코리아 2024'서 3관왕 쾌거”. 2025년 6월 16일에 확인함.